# Старосельская стоянка
Старосельская стоянка — пещерная стоянка близ города Бахчисарая (Крым) из позднего периода Мустьерской культуры, исследована А. А. Формозовым в ходе раскопок 1952—1956 годов.

## Описание
Объект расположен во Внутренней гряде Крымских гор. Следуя по долине реки Чурук-Су вдоль левого скалистого склона можно попасть в небольшую балку Канлы-Дере (Кровавое ущелье). В настоящее время объект находится в городской черте Бахчисарая. Высота скал до 50 метров. С левой стороны ущелья находится длинный скальный навес имеющий вид двух сомкнутых ниш площадью до 600 кв. м). С с дороги не виден, поскольку скрыт за небольшим поворотом балки. Здесь и была обнаружена стоянка. Старосельский навес, обращенный на запад, хорошо защищен стенами ущелья от холодных северных и восточных ветров. Слева от устья балки расположен источник, а в 200 м речка Чурук-Су.

## Находки
За 5 лет раскопок под руководством археолога А. А. Формозова было исследовано более 250 м² площади стоянки. 

### Слои и кремниевая индустрия
Выявлено два культурных слоя, разделенных обвалом известняковых плит. Оба слоя содержали культурные остатки мустьерского времени, заключенные в почти 4-метровой толще напластований щебня. Количество и состав находок в горизонтах различны. Верхний оказался относительно беден, а материал его был рассредоточен по всей площади навеса; материал второго весьма обильный, в определённых местах образовывал целые скопления. Кроме костей животных и кремнёвых изделий в обоих горизонтах найдены остатки размытых кострищ в виде зольных пятен. В первом горизонте их обнаружено два, во втором — тринадцать.
Значительная часть орудий найденных при раскопках, изготовлена из чёрного кремня, который встречается поблизости. Встречаются орудия из значительно лучшего по качеству кремня серых оттенков. Последний в виде естественных кремнёвых россыпей встречается в 7 км к востоку от Староселья — в районе села Прохладное (бывший Мангуш). А около 5 % всей кремнёвой коллекции приходится на кремень табачно-желтого цвета, месторождения которого известны в галечниках реки Кача.
Наряду с разнообразными типами нуклеусов (первичных заготовок), на стоянке выявлено 734 орудия, в том числе 87 с двусторонней обработкой. Наиболее многочисленной группой орудий (до 70 %) являются скребла и скребла-ножи. Немало и остроконечников разных типов — односторонних и двусторонних, симметричных, асимметричных («клювовидных»). Обращают на себя внимание двусторонне обработанные листовидные. В небольшом количестве обнаружены резцы, скребки, отщепы с подтеской на брюшке. При просмотре костей животных удалось выявить более 200 со следами работы. Это кости с повреждениями, нанесенными при разделке туш животных, и многочисленные «наковаленки». 

### Ребёнок из Староселья
24 сентября 1953 года в последнем шурфе, заложенном в центре южной ниши на глубине 70–90 см, был найден костяк ребенка. Скелет длиной 82 см занимал юго-восточную сторону метрового квадрата, находясь поперек продольной оси навеса, черепом на запад в сторону балки, в вытянутом положении. В скелете присутствовал полный набор костей в анатомически правильном размещении. Хорошо сохранились фрагменты раздавленного черепа, шейные, грудные, поясничные позвонки, хуже – кости ног. Правая рука была согнута в локте и положена на таз; кости левой, за исключением четырех фаланг кисти, также покоились на тазе, однако практически не сохранились.
На место прибыла комиссия под председательством  Я. Я. Рогинского, в составе крупных антропологов и археологов С. Н. Замятнина, М. М. Герасимова. Выполнена работа по извлечению скелета монолитом и реставрации черепа. После обследования раскопа и интерпретаций комиссия сделала выводы об отсутствии следов нарушения слоя впускной ямы с поверхности; о возрасте похороненного ребенка в пределах от 1,5 до 3 лет (по Я.Я. Рогинскому – 1 год 6 месяцев); о принадлежности данного объекта к типу древнего человека, который интегрировал черты неандертальца и кроманьонца с преобладанием последних.
Находка вызвала многолетнюю полемику. В 1950-е шли острые дискуссии по вопросу о происхождении неоантропа, который повсеместно в верхнем палеолите вытесняет неандертальца и становится доминирующим представителем рода Homo. Определить появился ли человек современного типа независимо от его предшественника неандертальца в каком-то отдельном регионе, или в различных регионах существовали переходные стадии от неандертальца к неоантропу было достаточно сложно. Находка в Староселье и являлась по мнению ряда исследователей примером такой переходной стадии ввиду ряда признаков, присущих обоим видам, и объединенным в одном индивиде. Нахождение в ходе дальнейших раскопок на стоянке захоронений XVIII века вызывало вопросы и о датировке скелета мальчика, но в настоящее время он большинством учёных признан аутентичным.

### Значение
Сейчас захоронение в Староселье, открытое А. А. Формозовым, оценивается как особо важное открытие, относящееся к группе первых мустьерских архаических сапиенсов Европы, оставивших здесь охотничье стойбище древностью в 35-36 тысячелетий (см.: Хрисанфова, Перевозчиков, 1999. С. 86; Зубов, 2004; Дороничев, Голованова, 2004; Герасимова, Астахов, Величко, 2007. С. 181—186).